# روبرت ر. يونغ
روبرت ر. يونغ (بالإنجليزية: Robert R. Young)‏ هو شخصية أعمال أمريكي، ولد في 14 فبراير 1897 في كنديان في الولايات المتحدة، وتوفي في 25 يناير 1958 في بالم بيتش في الولايات المتحدة.